# Heterocarpus sibogae
Heterocarpus sibogae är en kräftdjursart som beskrevs av De Man 1917. Heterocarpus sibogae ingår i släktet Heterocarpus och familjen Pandalidae. Inga underarter finns listade i Catalogue of Life.